# Palác Zarzuela
Palác Zarzuela (španělsky Palacio de la Zarzuela v Madridu) je jedna z rezidencí španělské královské rodiny. V současnosti je soukromou rezidencí bývalého španělského královského páru, Juana Carlose a Sofie Řecké. V La Zarzuela (v sousedním zámečku uvnitř areálu paláce) sídlí rovněž současný král Filip, královna Letizia a jejich dcery.

## Výstavba paláce
Během 17. století, král Filip IV. nařídil výstavbu loveckého pavilonu na způsob malého zámečku na místě zvaném La Zarzuela, v blízkosti Madridu. Jméno je odvozeno z výskytu množství středomořských ostružin – „zarzas“. Je tvořen jedinou obdélníkovou stavbou s břidlicovou střechou se dvěma postranními chodbami. Carlos IV. přebudoval stavbu podle dobového vkusu 18. století, a vyzdobil ji sbírkou porcelánu a tapiseriemi, a mobiliářem a velkou sbírkou hodin. Během občanské války utrpěla těžké škody.
K paláci byly během 17. století přistavěny ještě nové budovy a také rezidence královské rodiny, jež obývá hlavní budovu a dvě zprava a zleva přilehlá křídla.
Palác je umístěn na hoře El Pardo, kde se vyskytuje bohatá zvířena, např. jeleni, divočáci a daňci.

## Soukromá rezidence španělské královské rodiny
Ačkoli oficiální rezidencí krále je Královský palác v Madridu, tento malý palác je sídlem stávajícího španělského monarchy. Z toho důvodu se důležitější oficiální akty konají v Palacio Real v Madridu, zatímco palác Zarzuela je místem konání rodinných událostí Královského domu a recepcí a audiencí méně formálního a soukromého charakteru.
Palác se nachází mimo hlavní město, na severozápad od centra, uvnitř horského systému El Pardo. Juan Carlos a Sofie zde žijí od své svatby v roce 1962. Filip a Letizia mají v areálu La Zarzuela své sídlo, v nedalekém nově vystavěném zámečku vzdáleném přibližně čtyři sta metrů na východ od původního paláce. Infantky Elena a Cristina opustily palác poté, co se vdaly a usadily v Madridu a Barceloně.
Od roku 1981 v zámku La Zarzuela obvykle sídlí také princezna Irena Řecká a Dánská, mladší sestra královny Sofie a krále Konstantina II. Řeckého.

## Galerie

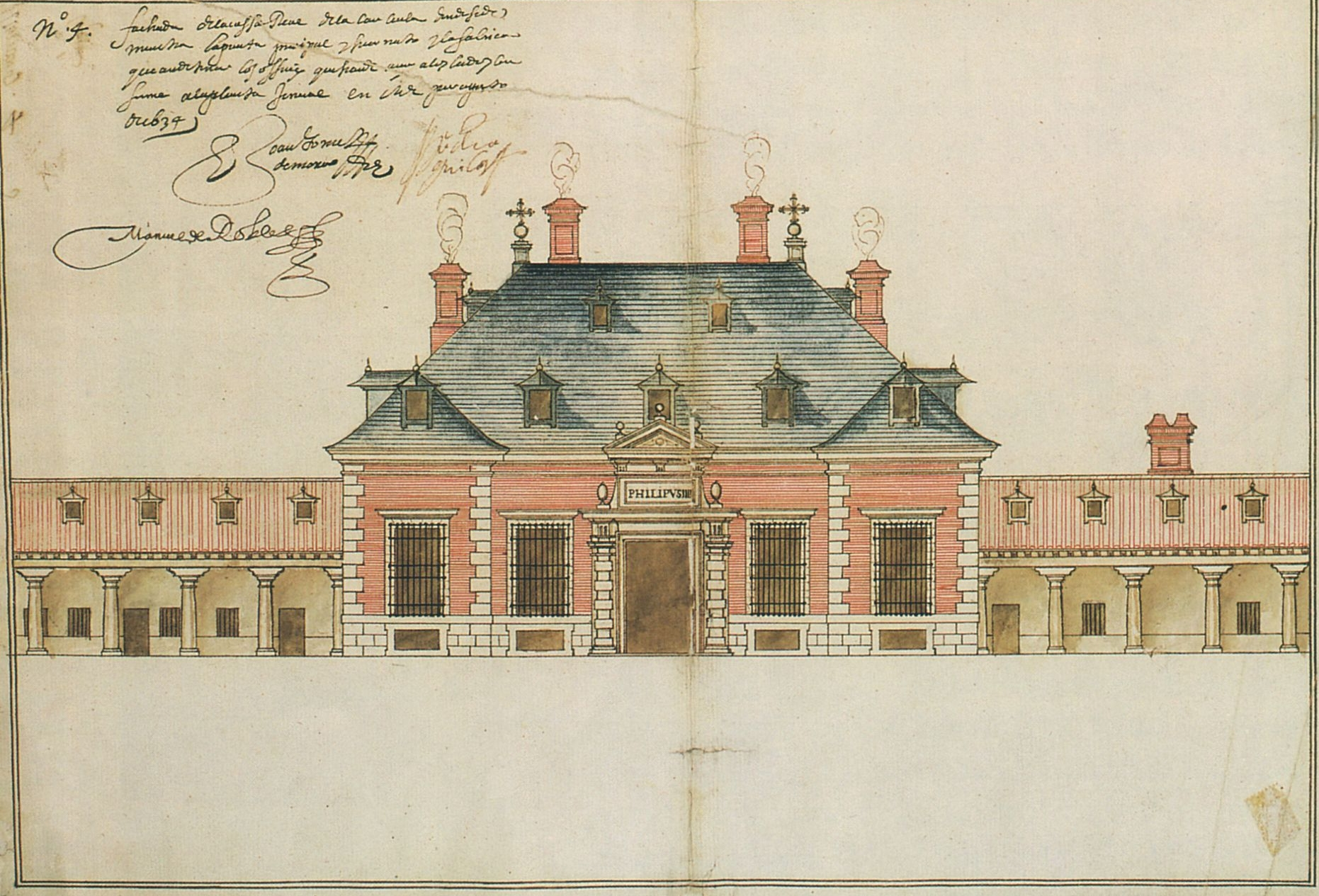
Průčelní fasáda paláce Zarzuela
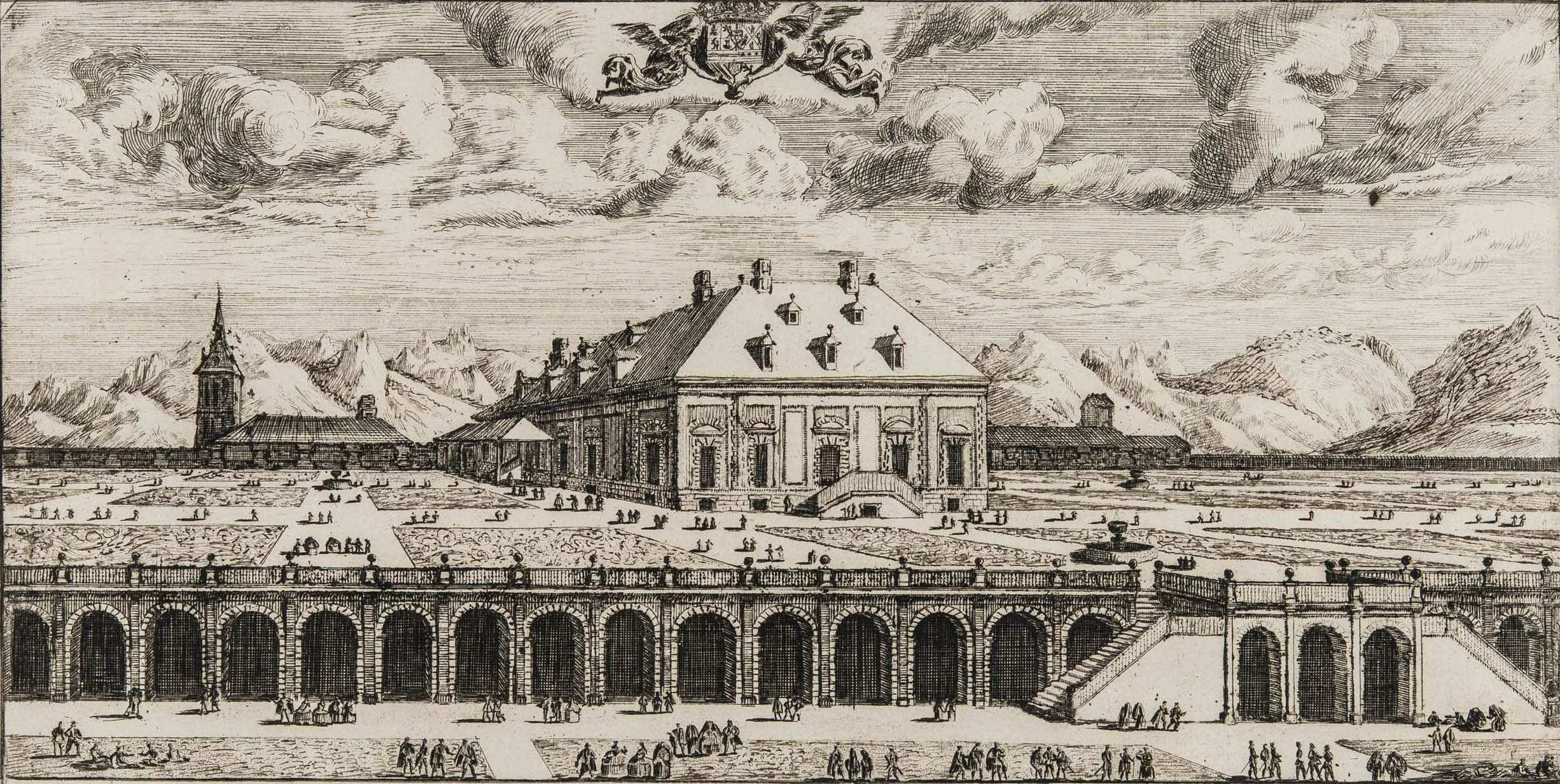
Palác na rytině z roku 1659
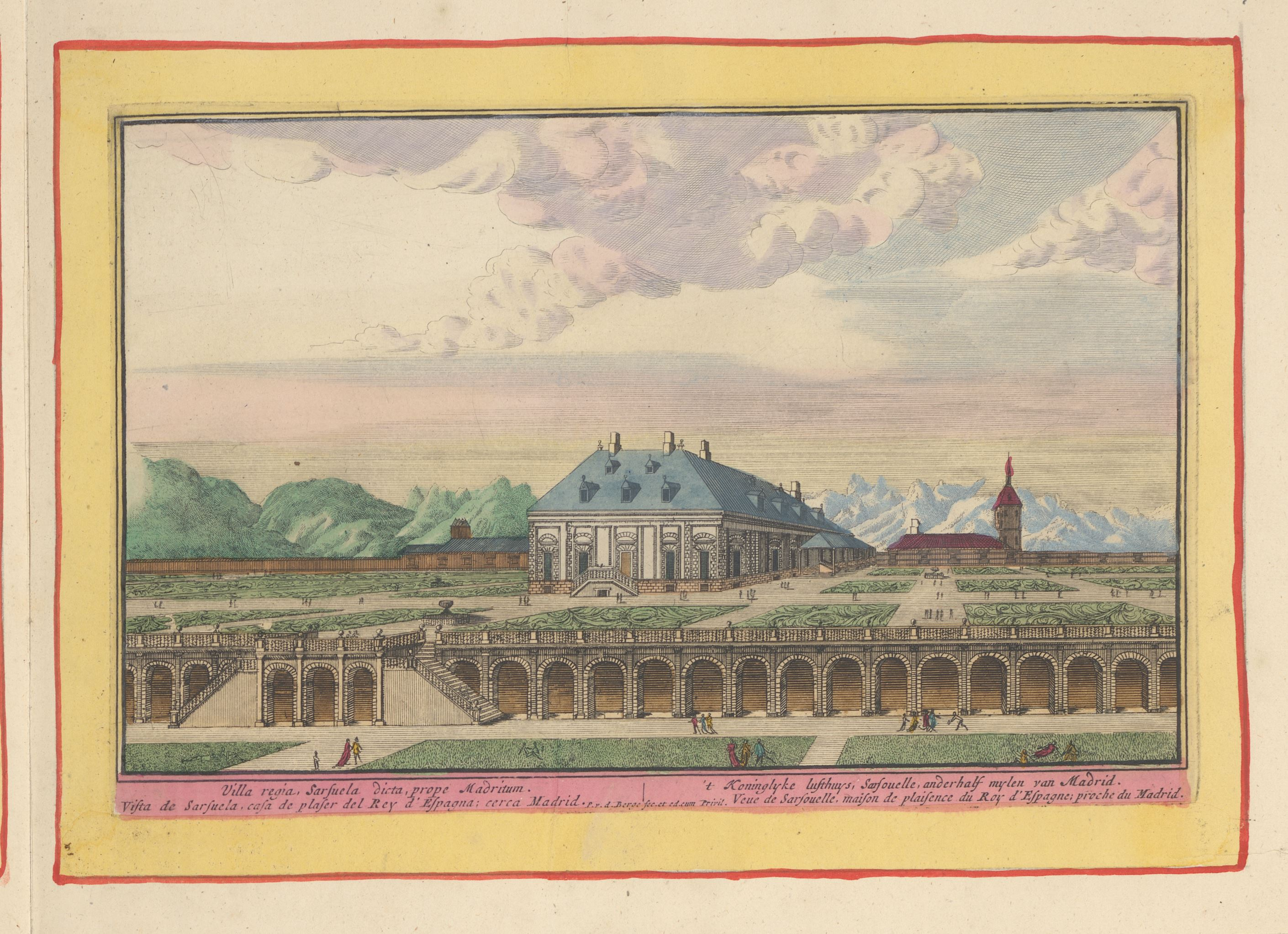